# چرخه مس-کلر

دیاگرام ساده شدهٔ چرخهٔ مس-کلر

چرخهٔ مس - کلر (چرخهٔ Cu-Cl) یک چرخهٔ ترموشیمی چهار گامی در تولید هیدروژن است. چرخهٔ مس-کلر یک فرایند هیبریدی است که در آن هم از ترموشیمی و هم از الکترولیز استفاده می‌شود؛ دمای بیشینهٔ مورد نیاز در این پروژه ۵۳۰ درجهٔ سلسیوس است.

## توصیف فرایند
چهار گام واکنش در چرخهٔ مس-کلر به قرار زیر است:
1. 2 Cu + 2 HCl(g) → 2 CuCl(l) + H2(g) (430–475 °C)
2. 2 CuCl2 + H2O(g) → Cu2OCl2 + 2 HCl(g) (400 °C)
3. 2 Cu2OCl2 → 4 CuCl + O2(g) (500 °C)
4. 2 CuCl → CuCl2(aq) + Cu (الکترولیز در دمای محیط)

نتیجهٔ نهایی: 2 H2O → 2 H2 + O2
در عبارت بالا، g نماد گاز و aq نماد محلول آبی است. نزدیک به ۵۰ درصد گرمای مورد نیاز این واکنش از طریق واکنش‌های خودش قابل دستیابی است. اخیراً تلاش شده از گرمای حاصل از رآکتورهای هسته ای برای گرمای مورد نیاز این واکنش بهره برده شود مانند رآکتور کاندو آب فوق بحرانی.